# نورمن برینکر
نورمن برینکر (انگلیسی: Norman E. Brinker؛ ۳ ژوئن ۱۹۳۱ – ۹ ژوئن ۲۰۰۹) چوگان‌باز و رستوران‌دار اهل ایالات متحده آمریکا بود، که در سال ۱۹۷۵ شرکت برینکر اینترنشنال را تأسیس کرد.